# La Lastrilla
La Lastrilla è un comune spagnolo di 2 000 abitanti situato nella comunità autonoma di Castiglia e León.